# Piper macrocarpum
Piper macrocarpum är en pepparväxtart som beskrevs av C. Dc.. Piper macrocarpum ingår i släktet Piper och familjen pepparväxter. Inga underarter finns listade i Catalogue of Life.